# Toti Martínez de Lezea
Esperanza Martínez de Lezea García (Vitoria, Álava, 1949), conocida como Toti Martínez de Lezea, es una novelista española que escribe en castellano y en euskera con interés por el Medievo europeo y, en especial, por la historia y las tradiciones vascas. 
Traductora titulada de inglés, francés y alemán es, además, guionista de televisión, actriz y fundadora del grupo de teatro Kukubiltxo. 

## Biografía
Esperanza Martínez de Lezea nació en 1949 en Vitoria. Una vez finalizados sus estudios de bachillerato se desplazó a la comarca guipuzcoana de Goierri a aprender euskera durante un año.
Estudió cuatro años de francés en Francia, para acto seguido viajar a Inglaterra durante tres años para estudiar inglés, así como alemán en Alemania durante dos años más.

## Trayectoria
Fundó en 1977, junto a su marido y a otros jóvenes, la compañía de teatro de calle Kukubiltxo en Larrabetzu, localidad vizcaína donde reside y en la que participará durante cinco años.
En 1985, comenzó su colaboración con Euskal Telebista, la televisión pública vasca, como guionista en una serie infantil de 13 capítulos. Escribió y dirigió más de mil programas entre 1986 y 1992 para EITB, y realizó 40 programas de vídeo para el Departamento de Educación del Gobierno vasco entre 1983 y 1984. 
En 1992 volvió a su actividad de traductora e intérprete y comenzó una nueva etapa de actividad literaria. Juan Luis Landa e Iván Landa se convirtieron en sus ilustradores habituales.
Como escritora ha publicado 60 libros, entre ellos dos ensayos sobre leyendas vascas y brujería, 27 novelas de género histórico y otros, libros de relatos y de humor, así como una colección de 18 novelas dirigidas a niños de entre 7 y 11 años que cuentan las aventuras de Nur, personaje basado en la nieta de la propia escritora. Nur ha sido protagonista también de la película de animación "Nur y el templo del dragón" (en euskera, "Nur eta herensuaguearen tenplua"), dirigida por Juanba Berasategi, estrenada en 2017.
Da charlas en universidades, centros de educación y culturales, escribe guiones teatrales y participa con diversos músicos en espectáculos en los que trata de mitología, brujería, el Camino De Santiago, historia y otros temas. Asimismo, escribe artículos en medios de comunicación y obras colectivas con otros autores/as. Ha sido traducida al francés, alemán, ruso y chino.

## Obras
NOVELAS
- La calle de la judería (castellano, euskera) (1998). Erein
- Las torres de Sancho (castellano, euskera) (1999). Ttarttalo / Erein
- La Herbolera (castellano, euskera, alemán) (2000). Erein
- Señor de la guerra (castellano) (2000). Ttarttalo
- Los hijos de Ogaiz (castellano, euskera, francés) (2001). Erein
- La abadesa: María, la excelenta (castellano, euskera, alemán) (2002). Maeva / Erein
- La voz de Lug (castellano) (2002). Erein
- La Comunera (castellano, alemán, portugués) (2003). Erein
- La cadena rota (castellano, euskera, francés) (2004). Erein
- A la sombra del templo (2005). Maeva
- El verdugo de Dios (castellano, alemán) (2006). Erein
- La Brecha (castellano, euskera) (2006). Erein
- El jardín de la Oca (castellano, alemán) (2007). Erein
- La Flor de la Argoma (2008) (castellano, euskera). Erein
- Perlas para un collar (castellano) (2009). Suma de las letras
- La Universal (castellano) (2010). Erein
- Veneno para la Corona (castellano, euskera) (2011). Erein
- Mareas (castellano, euskera) (2012). Erein / Ttarttalo
- Itahisa (castellano, euskera) (2013). Erein
- ENDA (castellano, euskera, ruso) (2014). Erein
- Y todos callaron (castellano, euskera) (2015). Erein
- Tierra de leche y miel (castellano, euskera) (2016). Erein
- ITTUN (castellano, euskera) (2017). Erein
- Llanto en la tierra baldía (castellano, euskera) (2018). Erein
- Hierba de brujas (castellano, euskera) (2019). Erein
- La Editorial (castellano, euskera) (2020). Erein
- El Maizal (castellano, euskera) (2022). Erein
- L'Arratien (castellano, euskera) (2024). Erein

NOVELAS JUVENILES
- La hija de la luna (castellano, euskera, chino). Erein
- El mensajero del rey (castellano, euskera). Erein
- Antso III Nagusia (euskera). Txalaparta
- Muerte en el Priorato (castellano, euskera). Santillana

LIBROS INFANTILES
- Nur y el Gnomo Irlandés (euskera, castellano, catalán, inglés, chino). Erein
- Nur y la selva misteriosa (euskera, castellano, chino). Erein
- Nur y el templo del Dragón (euskera, castellano, chino). Erein
- Nur y la casa embrujada (euskera, castellano, chino). Erein
- Nur y el campamento mágico (euskera, castellano, chino). Erein
- Nur y la alfombra voladora (euskera, castellano, chino). Erein
- Nur y la rosa de los vientos (euskera, castellano, chino). Erein
- Nur y la isla de las tortugas (euskera, castellano, chino). Erein
- Nur y el libro del tiempo (euskera, castellano, chino). Erein
- Nur y la cueva encantada (euskera, castellano, chino). Erein
- Nur y el cofre del tesoro (euskera, castellano, chino). Erein
- Nur y el baile de los vampiros (euskera, castellano, chino). Erein
- Nur y el viaje a Irlanda (euskera, castellano, chino). Erein
- Nur y el pájaro arco iris (euskera, castellano, chino). Erein
- Nur y Olentzero (euskera, castellano). Erein
- Nur y el circo prodigioso (euskera, castellano). Erein
- Nur y la nave espacial (euskera, castellano). Erein
- Nur y el viaje a África (euskera, castellano). Erein

- Érase una vez... Un dragón azul (euskera, castellano). Erein
- Érase una vez... Una bola de cristal muy especial (euskera, castellano). Erein
- Érase una vez... Un enanito muy pequeño (euskera, castellano). Erein
- Érase una vez... Una pelota saltarina (euskera, castellano). Erein
- Érase una vez... Un reloj de cu-cu (euskera, castellano). Erein
- Érase una vez... Un regalo de cumpleaños (euskera, castellano). Erein
- Érase una vez... Un lápiz llamado Pencil (euskera, castellano). Erein
- Érase una vez... Un dragón azul (euskera, castellano). Erein
- Érase una vez... Un cantero y una lamiñaku (euskera, castellano). Erein

OTROS
- Leyendas de Euskal Herria (euskera, castellano). Erein
- Brujas (euskera, castellano) Erein
- Placeres Reales, Reyes, Reinas, Sexo y Cocina (castellano). Maeva
- Los Grafitis de Mamá (castellano, euskera). Erein